# Miquel-Lluís Muntané i Sicart
Miquel-Lluís Muntané i Sicart (Barcelona, 1956) és un escriptor, sociòleg i traductor català.
Va iniciar la seva trajectòria professional com a docent en l'ensenyament secundari i col·laborant en diverses empreses de l'àmbit editorial. Ha estat professor a l'Institut de Ciències de l'Educació de la Universitat de Barcelona i membre del Consell de la Cultura de Barcelona, així com president de la Federació Catalana d’Associacions UNESCO i de l'Associació de Crítics Musicals en Llengua Catalana. Col·labora amb regularitat en els mitjans de comunicació i va ser reconegut el 2007 amb el Premi Climent Mur pels seus treballs en el camp de l'associacionisme cultural. Com a escriptor és autor d'una producció extensa que abasta la major part de gèneres: poesia, novel·la, biografia, assaig, teatre i conte infantil. Així mateix, és autor de diverses traduccions del francès (entre les quals destaquen autors com Robert Vinas, Cyril Collard i Pascal Quignard) i va ser traductor d'El Correu de la UNESCO al català. La seva obra poètica i de ficció es caracteritza per l’intent de comprendre la dimensió moral de l’ésser humà a través d’una percepció afinada del detall.
Va ser editor i director de la revista Saba Poètica, especialitzada en poesia, que va treure trenta números entre els anys 1980 i 1992. Amb seu a Esplugues de Llobregat, a les seves pàgines van publicar un bon nombre de poetes en llengua catalana, dels més novells als més consagrats. Incloïa, així mateix, traduccions d'altres llengües, notícia de novetats, crítica de llibres i entrevistes.

## Obra[1]
- L'esperança del jonc (poesia, 1980)
- Crònica d'hores petites (narracions, 1981)
- Llegat de coratge (poesia, 1983)
- A influx del perigeu (poesia, 1985)
- De portes endins (teatre, 1987)
- Antoni Coll i Cruells, el valor d'una tasca (biografia, 1987)
- L'espai de la paraula (assaig, 1990)
- Actituds individuals per la pau (assaig, 1991)
- La penúltima illa (teatre, 1992)
- L'altra distància (poesia, 1994)
- Millor actriu secundària (novel·la, 1997)
- El foc i la frontera (poesia, 1997)
- UNESCO, història d'un somni (assaig, 2000)
- Madrigal (narracions, 2001)
- Migdia a l'obrador (poesia, 2003)
- La fi dels dies llargs (novel·la, 2005)
- La seducció dels rius (dietari, 2006)
- Cultura i societat a la Barcelona del segle XVII (assaig, 2007)
- Encetar la poma. Escrits sobre cultura (recull d'articles, 2008)
- El tomb de les batalles (poesia, 2009)
- La hiedra obstinada (poesia, 2010) (traducció al castellà de "L'altra distància" i "Migdia a l'obrador" a càrrec de J.A.Arcediano i A.García-Lorente)
- Hores tangents (poesia, 2012)
- Carta de navegar. Antologia de poesia amorosa (poesia, 2014)[2]
- De sèver i de quars. Apunts memorialístics 1981-1999 (memòries, 2015)
- Qualitats de la fusta (poesia, 2016)
- El moviment coral dins el teixit social català. (assaig, 2016)
- Frontisses. Mirades a una primavera (dietari, 2018)
- Miquel Pujadó, el bard incombustible (biografia, 2019)
- Diu que diuen... (narrativa infantil, 2019)
- Horas tangentes (poesia, 2020) (traducció)
- Passatges (poesia, 2020)
- Teatre: Fulls en blanc / Per l’amor d’Eva (teatre, 2021)
- Ombres sobre un fons blau (memòries, 2022)
- L'ull i el sextant (poesia, 2023)